# Vigna marina
Espèce
Synonymes
- Dolichos luteus Sw.[1] [2]
- Phaseolus marinus Burm.[1] [2]
- Phaseolus obovatus Gagnep.[1]
- Scytalis anomala E.Mey.[1]
- Scytalis retusa E. Mey.[2]
- Scytalis retusa E.Mey.[1]
- Vigna anomala Walp.[1]
- Vigna lutea (Sw.) A. Gray[2]
- Vigna lutea (Sw.) A.Gray[1]
- Vigna repens var. lutea (Sw.) Kuntze[1]
- Vigna retusa (E. Mey.) Walp.[3] [2]

Vigna marina est une espèce de plantes à fleurs de la famille des Fabaceae.

## Liste des sous-espèces
Selon NCBI (29 octobre 2017) :
- Vigna marina subsp. marina
- Vigna marina subsp. oblonga